# Splendidparkiet

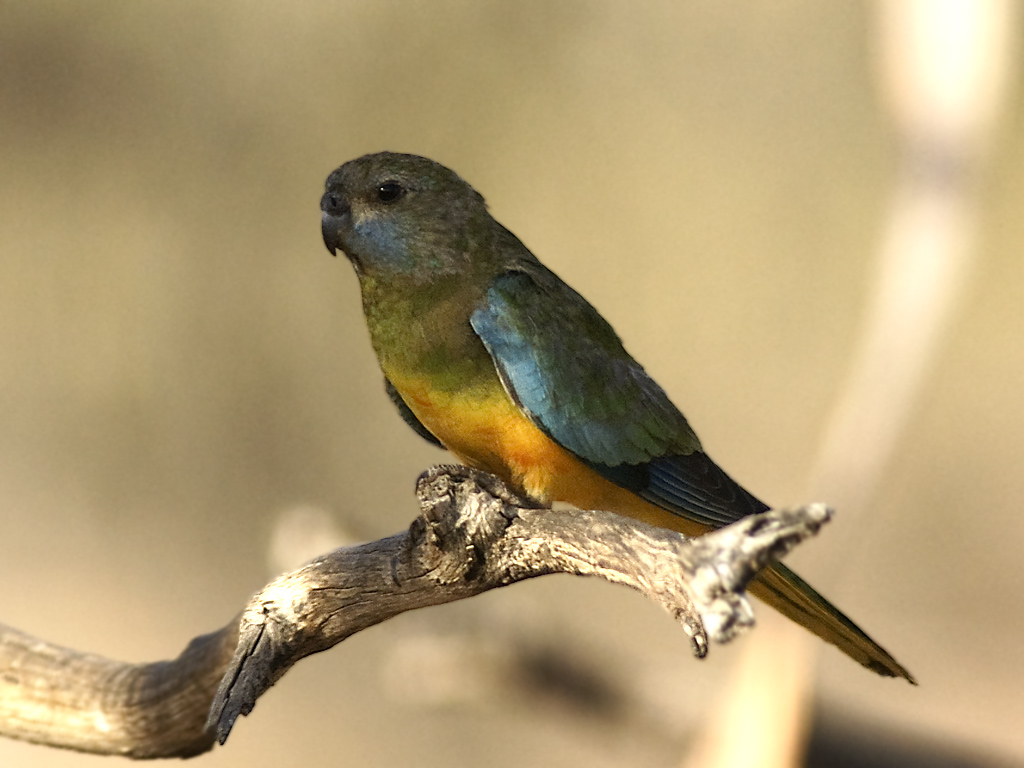
Vrouwtje splendidparkiet

De splendidparkiet (Neophema splendida) is een endemische vogel uit Australië die behoort tot het geslacht Neophema.

## Kenmerken
De vogel is gemiddeld 19 cm lang en weegt 36 tot 44 gram. De vogel lijkt sterk op de turkooisparkiet (N. pulchella). Het mannetje is echter meer oranje dan geel op de borst en mist de kastanjebruine vlekken op de vleugels. Verder loopt het blauw op de kop verder naar achter door, tot achter de ogen. Bij het vrouwtje is dit blauw bleker.

## Verspreiding en leefgebied
De soort komt voor op de droge en woestijnachtige binnenlanden van Australië. De vogel heeft een voorkeur voor bepaalde typen scrubland afgewisseld met Eucalyptusbos en gebieden waarin kort te voren steppebranden heersten. Buiten de broedperiode vormen ze groepen van tien tot twintig stuks, maar in de broedperiode zondert de splendidparkiet zich paarsgewijs af, of broedt in heel losse kolonies met een aantal paren binnen een gebied van enkele hectares.

## Status
De vogel is zeldzaam en kan soms plotseling in grote hoeveelheden voorkomen. In 1939 en 1966 was dit bijvoorbeeld het geval. Verder is de grootte van de populatie niet gekwantificeerd. Men veronderstelt dat de soort in aantal stabiel is. Om deze redenen staat de splendidparkiet als niet bedreigd op de Rode Lijst van de IUCN. De handel en export in deze soort is beperkt krachtens het CITES verdrag (bijlage II).

## Verzorging als volièrevogel
Splendidparkieten zijn behoorlijk stressgevoelige vogeltjes, die niet verhuisd dienen te worden tijdens de rui. In gevangenschap moeten ze de beschikking hebben over een droog, tocht- en vorstvrij nachtverblijf. Splendidparkieten zijn, zoals alle neophema-soorten, zeer verdraagzaam en kunnen samen gehouden worden met andere vogels zoals zebravinken, gouldamadines, spitsstaartamadines, kwartels en kanaries.